# Patersonia sericea
Patersonia sericea är en irisväxtart som beskrevs av Robert Brown. Patersonia sericea ingår i släktet Patersonia och familjen irisväxter.

## Underarter
Arten delas in i följande underarter:
- P. s. longifolia
- P. s. sericea

## Bildgalleri

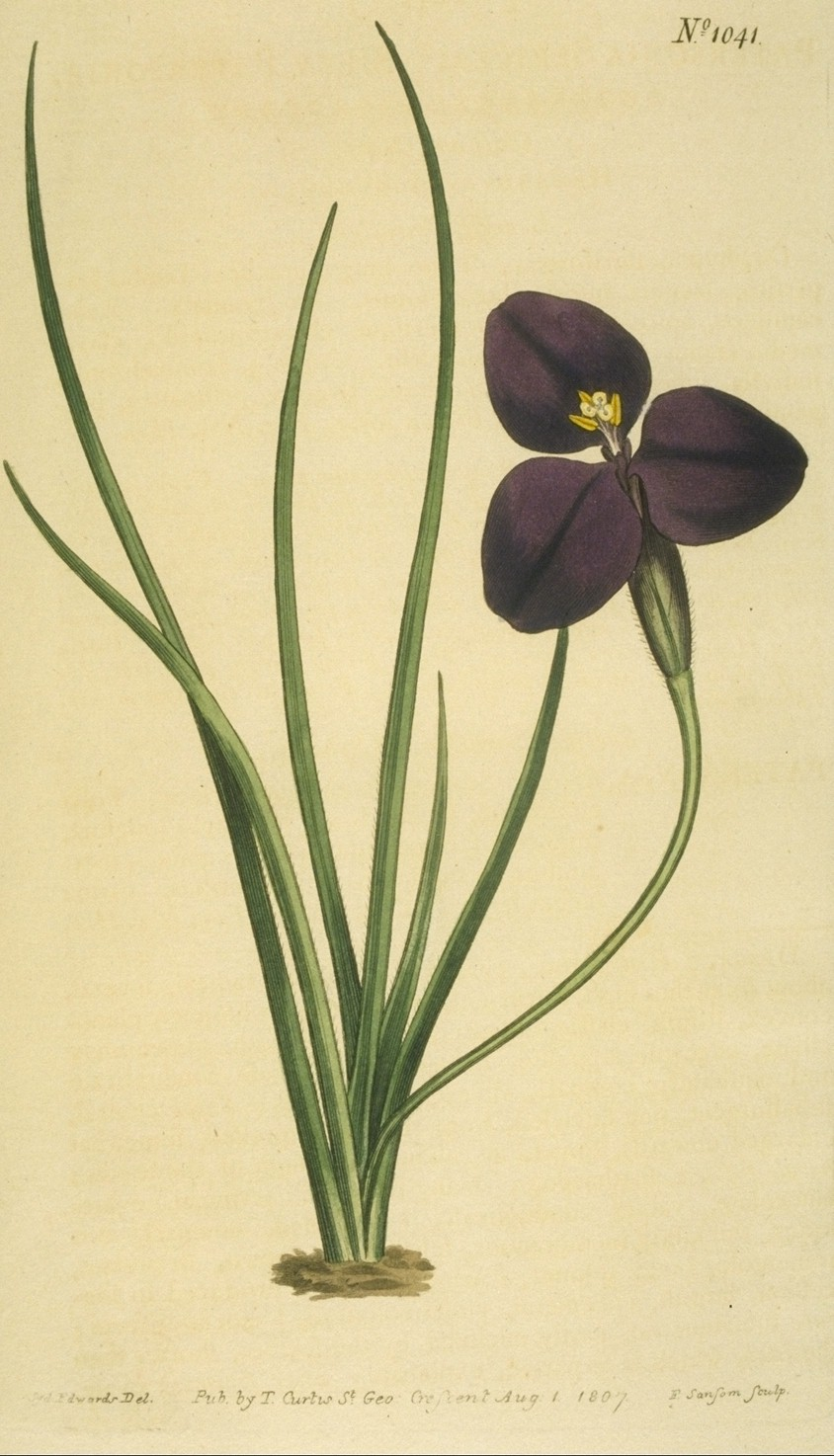
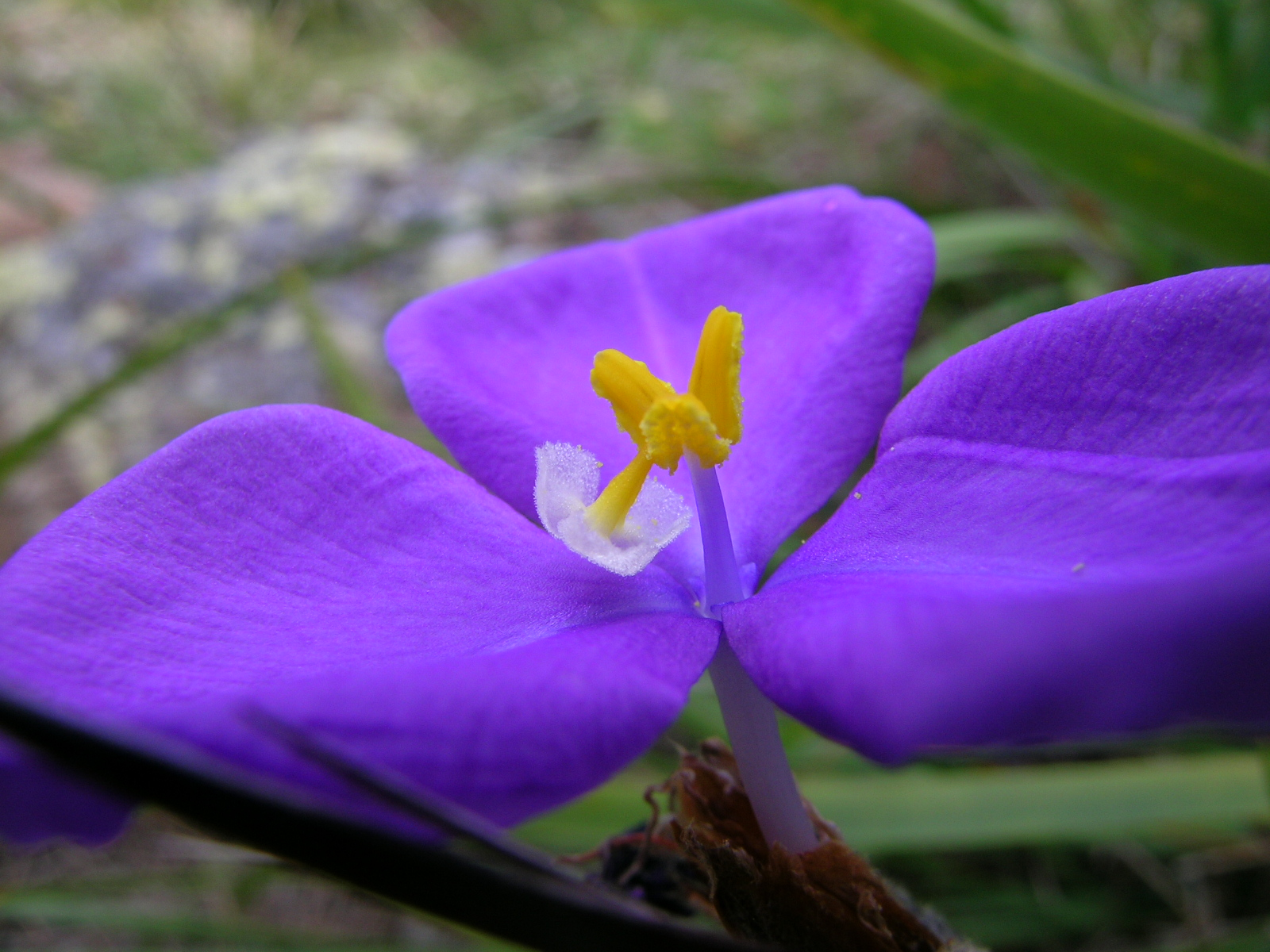